# Фламины

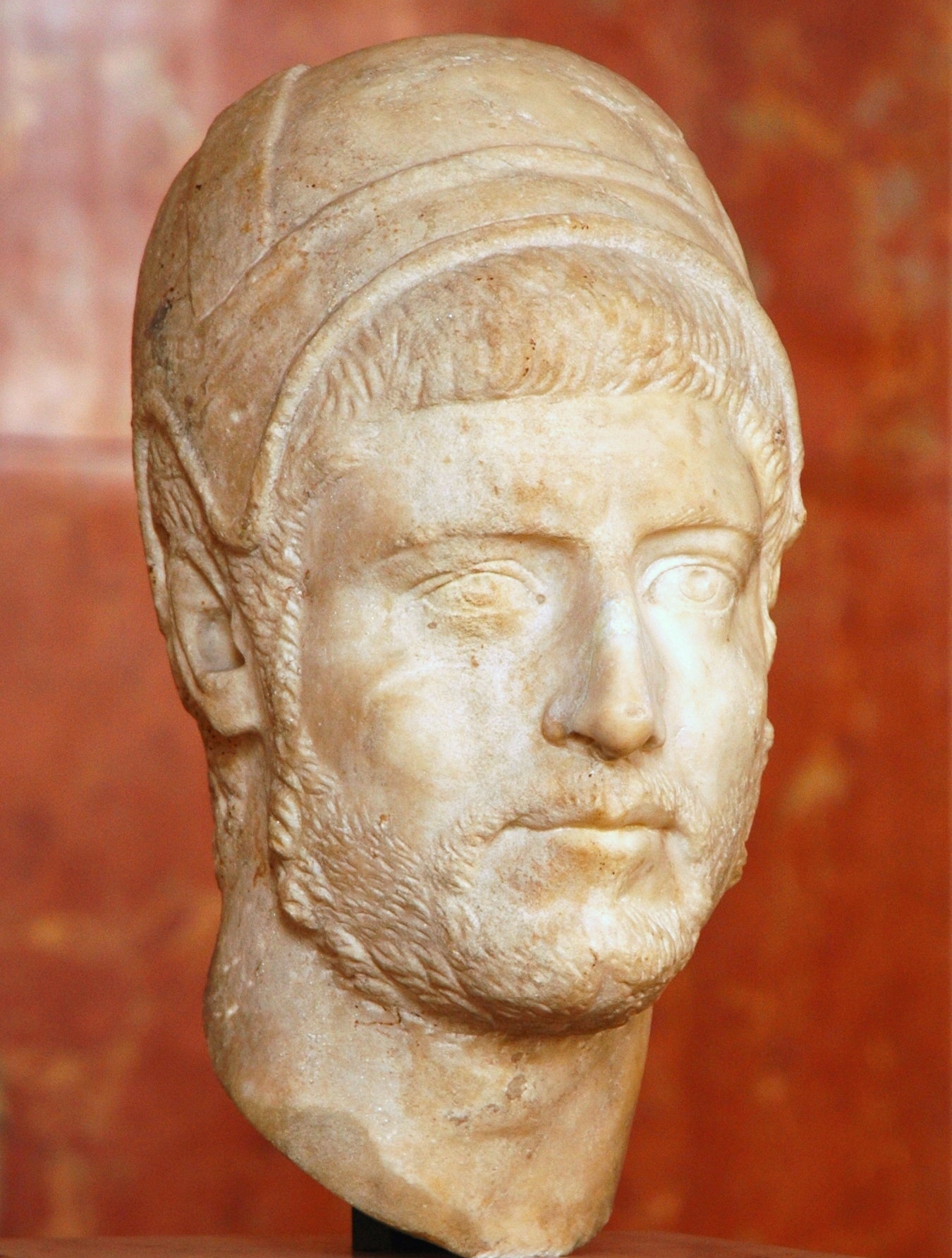
Фламин в жреческой шапке (апекс). Бюст из Лувра

Флами́ны (лат. flamines, единственное число flamen) — жрецы отдельных божеств в Древнем Риме.
Должность фламинов была пожизненной.
Фламины делились на:
- трёх старших — избирались из патрициев и осуществляли культ Юпитера, Марса и Квирина,
- двенадцать младших — выбирались из плебейских родов и служили второстепенным богам (Вулкану, Флоре и т. д.).

Считается, что должность трёх старших фламинов была учреждена при Нуме Помпилии. В эпоху империи к существующим 15 фламинам прибавились фламины обоготворённых императоров.
Фламинами в начале своей карьеры были Юлий Цезарь и Нерон.
Должность фламина Юпитера (flamen Dialis) обставлялась большим числом тщательно разработанных правил и табу. Например, ножка кровати, на которой он спит, должна была быть испачкана грязью, он не мог выходить из дому с непокрытой головой, ездить верхом, касаться живых козлов, сырого мяса, плюща и т. п.
Для фламинов существовал специальный головной убор, называемый апекс (лат. apex — вершина). Это небольшая шапочка из коры оливкового дерева. Она являлась своеобразным идентификатором фламина, так как право ношения апекса в Древнем Риме имели исключительно жрецы-фламины.